# 謝莆
謝莆（1515年—？），字符德，山西太原府代州人，旗籍，明朝政治人物。

## 生平
嘉靖十三年（1534年）甲午科山西鄉試第三十名舉人。嘉靖二十九年（1550年）中式庚戌科會試第七十七名，三甲第一百八十九名進士。授行人，三十四年五月考选兵科給事中，三十五年三月掌吏部事大学士李本奉诏考察不职科道官共三十八人，以不及降调，三十七年升河南扶沟知县，累升布政司参议。

## 家族
曾祖謝鐸，推官；祖父謝璽，按察司僉事 贈通議大夫工部右侍郎；父謝國表，監察御史。母吳氏（封太孺人）。永感下。兄謝芝，按察司副使；謝蘭，通議大夫、兵部右侍郎。